# Dexter Gordon
Dexter Keith Gordon (ur. 27 lutego 1923 w Los Angeles, zm. 25 kwietnia 1990 w Filadelfii) – amerykański muzyk jazzowy (saksofonista tenorowy), kompozytor, lider zespołów, pedagog i aktor.
Jeden z pierwszych i jeden z najbardziej liczących się w muzyce jazzowej saksofonistów tenorowych, który w grze na swoim instrumencie zastosował stylistykę bebopu. Wystąpił w kilku filmach, m.in. w Round Midnight (1986), w którym grał postać nieco autobiograficzną – jazzowego saksofonistę Dale'a Turnera (pierwowzorami byli jednak dwaj inni muzycy: Lester Young i Bud Powell). Za rolę tę Dexter Gordon otrzymał nominacje do Oscara (w kategorii: Najlepszy aktor pierwszoplanowy) i Złotego Globu (Najlepszy aktor w dramacie).  Laureat NEA Jazz Masters Award w 1986.

## Dyskografia
- Dexter Rides Again (1945)
- The Hunt (1947)
- The Duel (1947)
- Daddy Plays the Horn (1955)
- Dexter Blows Hot and Cool (1955)
- The Resurgence of Dexter Gordon (1960)
- Doin' Alright (1961)
- Dexter Calling (1961)
- Go! (1962)
- A Swingin' Affair (1962)
- Our Man in Paris (Paris 1963)
- One Flight Up (Paris, 1964)
- King Neptune (1964)
- Gettin' Around (New York, 1965)
- Tangerine (1965)
- The Squirrel: Live at Montmartre (1967)
- Tower of Power (1969)
- More Power (1969)
- The Panther (1970
- The Chase (1970)
- Tangerine (1972)
- The Apartment (1974)
- Something Different (1975)
- Bouncin' with Dex (1975)
- Homecoming: Live at the Village Vanguard (1976)
- True Blue w/ Al Cohn (1976)
- Silver Blue w/ Al Cohn (1976)
- Sophisticated Giant (1977)
- Gotham City (1980)
- American Classic (z udziałem Grovera Washingtona Jr. i Shirley Scott), (1982)
- Round Midnight (Soundtrack) (1986)
- The Other Side of Round Midnight (1986)
- Biting The Apple (1976)